# Сканирующий туннельный микроскоп

Схема работы сканирующего туннельного микроскопа:
control voltages of piezotube;
piezoelectric tube with electrodes — трубка с электродами;
tunneling current amplifier — амперметр для измерения величины туннельного тока;
distance control and scanning unit — модуль для перемещения иглы и контроля расстояния игла-образец;
tip — игла;
sample — образец, карту рельефа которого требуется построить;
tunneling voltage;
data processing and display — модуль для обработки результатов измерений и вывода карты рельефа

Сканирующий туннельный микроскоп (СТМ, англ. STM — scanning tunneling microscope) — вариант сканирующего зондового микроскопа, предназначенный для измерения рельефа проводящих поверхностей с высоким пространственным разрешением.

## Принцип работы
В СТМ острая металлическая игла подводится к образцу на расстояние нескольких ангстрем (0.1 нм). При подаче на иглу относительно образца небольшого потенциала возникает туннельный ток. Величина этого тока экспоненциально зависит от расстояния образец-игла. Типичные значения силы тока — 1-1000 пА при расстояниях образец-игла около 1 Å. Сканирующий туннельный микроскоп первый из класса сканирующих зондовых микроскопов; атомно-силовой и сканирующий ближнепольный оптический микроскопы были разработаны позднее.
В процессе сканирования игла движется вдоль поверхности образца, туннельный ток поддерживается стабильным за счёт действия обратной связи, и показания следящей системы меняются в зависимости от топографии поверхности. Такие изменения фиксируются, и на их основе строится карта высот.
Другая методика предполагает движение иглы на фиксированной высоте над поверхностью образца. В этом случае фиксируется изменение величины туннельного тока и на основе данной информации идёт построение топографии поверхности.

## Устройство
Сканирующий туннельный микроскоп (СТМ) включает следующие элементы:
- зонд (иглу),
- систему перемещения зонда относительно образца по двум (X-Y) или трём (X-Y-Z) координатам,
- регистрирующую систему.

Регистрирующая система фиксирует значение функции, зависящей от величины тока между иглой и образцом, либо перемещения иглы по оси Z. Обычно регистрируемое значение обрабатывается системой отрицательной обратной связи, которая управляет положением образца или зонда по одной из координат (Z). В качестве системы обратной связи чаще всего используется ПИД-регулятор.
Ограничения на использование метода накладываются, во-первых, условием проводимости образца (поверхностное сопротивление должно быть не больше 20 МОм/см²), во-вторых, условием «глубина канавки должна быть меньше её ширины», потому что в противном случае может наблюдаться туннелирование с боковых поверхностей. Но это только основные ограничения. На самом деле их намного больше. Например, технология заточки иглы не может гарантировать одного острия на конце иглы, а это может приводить к параллельному сканированию двух разновысотных участков. Кроме ситуации глубокого вакуума, во всех остальных случаях мы имеем на поверхности осаждённые из воздуха частицы, газы и т. д. Технология грубого сближения также оказывает колоссальное влияние на действительность полученных результатов. Если при подводе иглы к образцу мы не смогли избежать удара иглы о поверхность, то считать иглу состоящей из одного атома на кончике пирамиды будет большим преувеличением.

## История создания
Сканирующий туннельный микроскоп (СТМ) в современном виде изобретен в 1981 году (принципы этого класса приборов были заложены ранее другими исследователями) Гердом Карлом Биннигом и Генрихом Рорером из лаборатории IBM в Цюрихе (Швейцария). В 1986 году Бинниг и Рорер за изобретение СТМ и Э. Руск за изобретение просвечивающего электронного микроскопа были удостоены Нобелевской премии.
В СССР первые работы по этой тематике были сделаны в 1985 году Институтом физических проблем АН СССР.